# Wólka Komaszycka
Wólka Komaszycka – wieś w Polsce położona w województwie lubelskim, w powiecie opolskim, w gminie Opole Lubelskie.
W latach 1975–1998 miejscowość administracyjnie należała do ówczesnego województwa lubelskiego.
Wieś stanowi sołectwo w gminie Opole Lubelskie. Według Narodowego Spisu Powszechnego z roku 2011 wieś liczyła 215 mieszkańców.
Wierni Kościoła rzymskokatolickiego należą do parafii Trójcy Świętej i Narodzenia Najświętszej Maryi Panny w Chodlu.

## Historia
Wólka Komaszycka pisana też „Wólka Komska” i „Wólka Komaska”, wieś w powiecie nowoaleksandryjskim (puławskim), gminie Godów, parafii Chodel. Nazwę otrzymała od wsi Komaszyce, zwanej dziś (tj. 1893 rok) Komarzyce. W roku 1827 było tu 11 domów zamieszkałych przez 175 mieszkańców.